# Casa della Memoria

Esterno della Casa della Memoria

Particolare della scala elicoidale nella Casa della Memoria

La Casa della Memoria ospita la sede di alcune associazioni che conservano la memoria della conquista della libertà e della democrazia in Italia: l'Associazione nazionale ex deportati nei campi nazisti (ANED),  l'Associazione Nazionale Partigiani d'Italia (ANPI), l'Associazione italiana vittime del terrorismo (AIVITER), l'Associazione Piazza Fontana 12 Dicembre 1969 e l'Istituto nazionale Ferruccio Parri (in precedenza Istituto Nazionale per la storia Movimento di Liberazione in Italia - INSMLI). 
L'edificio, costruito dal 2013 al 2015 a seguito del concorso svolto nel 2011, è stato realizzato per il Comune di Milano, che ha voluto destinare una nuova sede alle associazioni ed attivare un centro dedicato ai valori di democrazia e libertà per cui la città di Milano ha combattuto nell'ultimo secolo. 
L'edificio si inserisce all'interno di un importante sistema di spazi ed edifici pubblici o a vocazione pubblica che comprende la nuova sede della Regione Lombardia, la Fondazione Riccardo Catella, l'Incubatore per l'Arte e, dal 27 ottobre 2018, il Parco Biblioteca degli Alberi.

## Il progetto
La Casa della Memoria è interamente rivestita di immagini, che compongono quadri rappresentativi della storia di Milano del dopoguerra. L'involucro dell'edificio, inteso come un grande polittico, prova a dar conto con immediatezza della complessità della memoria di una intera città, senza per questo rinunciare ad immaginarne una ideale unità. 
Il programma iconografico, definito da un comitato scientifico composto da Roberto Cenati (ANPI), Ada Lucia De Cesaris (Comune di Milano) Adolfo Mignemi (INSMLI), Paolo Silva (Associazione Piazza Fontana 12 Dicembre 1969), Nadir Tedeschi (AIVITER), Dario Venegoni (ANED) con la collaborazione di Alberto Sabine e Giovanna Silva, si compone di diciannove ritratti di milanesi anonimi (che suggeriscono la complessa composizione della moltitudine che ha animato la città nel dopoguerra) e di otto quadri storici che fissano alcuni momenti decisivi della storia recente della città: la deportazione nei campi di concentramento, la Liberazione, l'attentato di piazza Fontana... Il rivestimento in mattoni policromi si mette esplicitamente in relazione con la tradizione lombarda delle decorazioni in laterizio di edifici come l'Ospedale Maggiore o Santa Maria delle Grazie.
Le facciate della Casa della Memoria sono realizzate utilizzando mattoni policromi, appositamente prodotti dalla ditta SanMarco, che misurano 5 x 5 cm, per uno spessore di 12 cm. Le immagini che compaiono sulle facciate sono elaborazioni tratte da fotografie storiche (la cui riproduzione è stata generosamente concessa dagli autori e dai proprietari delle immagini). 
La Casa della Memoria è un edificio molto semplice: un prisma a base rettangolare (20 x 35 m), alto 17,5 m. L'edificio è diviso in tre parti, connesse da un piano terra interamente libero. Due sottili fasce alle estremità brevi, comprendenti l'archivio, i servizi e le risalite, si affiancano ad una ampia parte centrale che accoglie gli spazi espositivi al piano terra e gli uffici ai piani superiori. Entrando nella Casa della Memoria, il visitatore nota la colossale vite gialla della scala che conduce ai piani superiori. Siccome la natura della collezione non consente ai visitatori di accedere direttamente ai documenti, il rapporto tra i cittadini e le testimonianze d'archivio è garantito dal movimento rotatorio lungo la scala, che ripetutamente avvicina ed allontana il visitatore alla collezione, costruendo una complessa sequenza di sguardi sui documenti e, attraverso essi, sul parco alle loro spalle.
La Casa della Memoria è stata progettata dallo studio associato baukuh, che risultò vincitore nel concorso di progettazione indetto nel 2011.

## Costruzione
La costruzione della Casa della Memoria è iniziata nel 2013 e si è conclusa ad aprile 2015.